# Jag skulle vilja våga tro
Jag skulle vilja våga tro är en psalm om sökande och tvivel med text och musik skriven 1969 av Tore Littmarck. Melodin är skriven i D-moll, 4/4. I Herren Lever 1977 är koralsatsen skriven av Harald Göransson. Texten bearbetades år 1981.
Text och musik är upphovsrättsligt skyddade.

## Publicerad i
- Herren Lever 1977 som nummer 894 under rubriken "Att leva av tro - Sökande och tvivel".[1]
- Den svenska psalmboken 1986, 1986 års Cecilia-psalmbok, Psalmer och Sånger 1987, Segertoner 1988 och Frälsningsarméns sångbok 1990 som nummer 219 under rubriken "Sökande - tvivel".
- den finlandssvenska psalmboken 1986 som nummer 344 under rubriken "Tvivel och tro".